# Máy phát xạ neutron

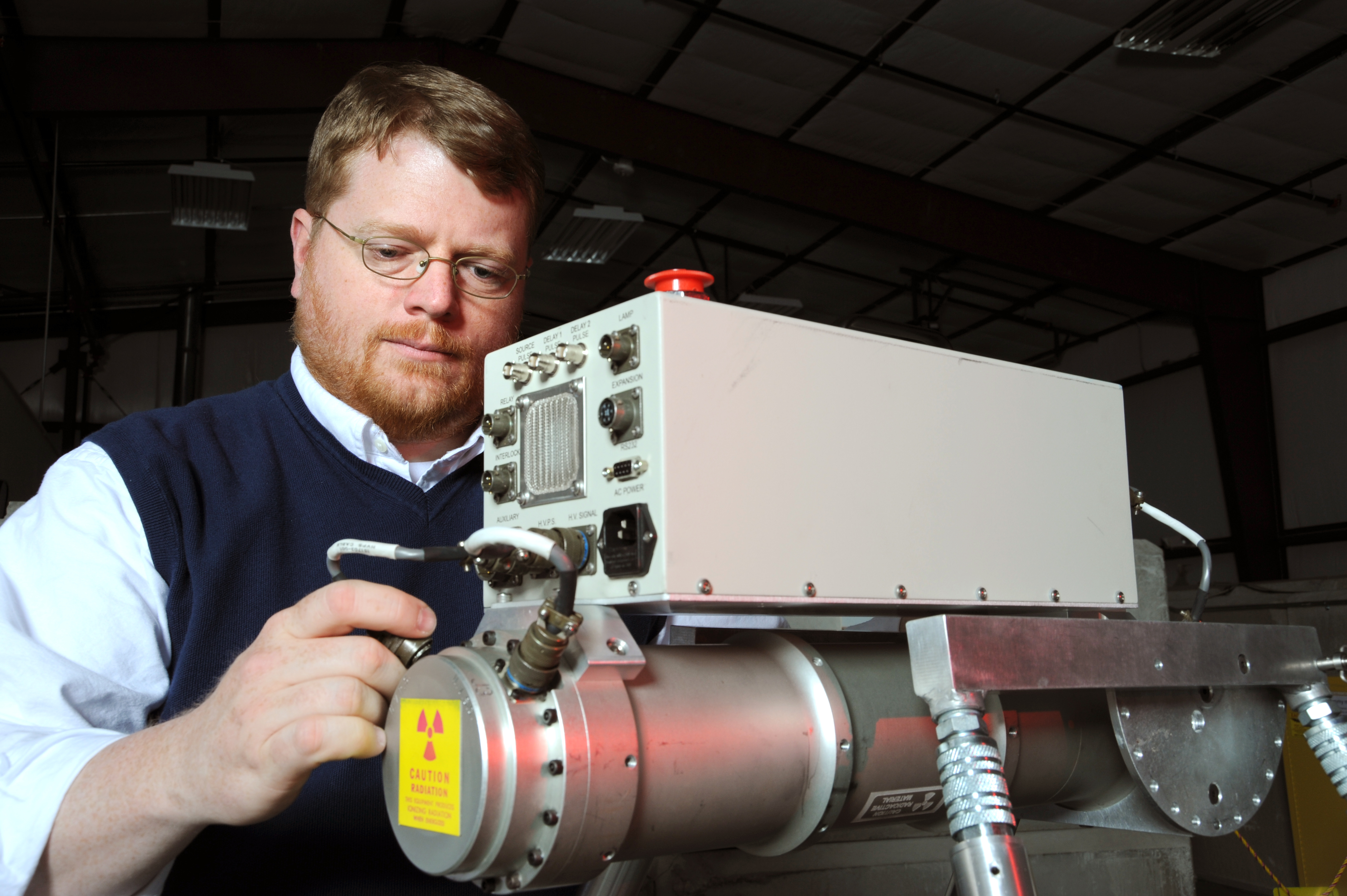
Nhà vật lý hạt nhân tại Phòng Thí nghiệm Quốc gia Idaho thiết lập một thí nghiệm sử dụng máy phát xạ neutron.

Máy phát xạ neutron là nguồn neutron chứa máy gia tốc hạt tuyến tính nhỏ gọn. Máy tạo ra neutron bằng cách kết hợp các đồng vị của hydro với nhau. Phản ứng nhiệt hạch diễn ra trong các thiết bị này bằng cách gia tốc deuterium, tritium hoặc hỗn hợp của hai đồng vị này thánh kim loại hydride cũng chứa deuterium, tritium hoặc hỗn hợp của các đồng vị này. Sự kết hợp của các nguyên tử deuterium (D + D) dẫn đến sự hình thành ion helium-3 và neutron có động năng xấp xỉ 2,5 MeV. Sự kết hợp của deuterium và nguyên tử tritium (D + T) dẫn đến sự hình thành ion helium-4 và neutron có động năng xấp xỉ 14,1 MeV. Máy phát neutron có ứng dụng trong y học, an ninh và phân tích vật liệu.
Những khái niệm cơ bản đầu tiên của máy được hình thành và phát triển bởi nhóm của Ernest Rutherford tại Phòng thí nghiệm Cavendish vào những năm 1930. Sử dụng máy gia tốc tuyến tính dựa vào bộ nhân điện áp Cockcroft-Walton, Mark Oliphant đã thí nghiệm bắn các ion deuterium tốc độ cao vào một lá kim loại chứa deuterium và quan sát được một lượng nhỏ hạt alpha phát xạ ra sau va chạm. Đây là lần đầu tiên phản ứng tổng hợp hạt nhân được quan sát trong môi trường phòng thí nghiệm, và cũng là lần đầu tiên Helium-3 và tritium được tổng hợp thành công. Nhờ có sự phát triển của các nguồn năng lượng mới, các máy phát xạ càng ngày càng được thu nhỏ lại, từ những chiếc máy đầu tiên do Oliphant chế tạo chiếm đầy cả góc phòng thí nghiệm đến những chiếc máy hiện đại có tính di động cao hơn. Hàng nghìn hệ thống nhỏ, giá thành không đắt đã được chế tạo trong suốt 5 thập kỷ qua.
Dù các máy phát xạ neutron có tạo ra phản ứng nhiệt hạch, số lượng ion tạo ra phản ứng là rất thấp. Năng lượng cần để tạo thành phản ứng thấp hơn nhiều lần so với năng lượng cần để gia tốc các ion, do đó hiệu năng của những máy này để tạo ra năng lượng nhiệt hạch liên tục rất thấp. Một hướng đi khác, cùng nguyên lý đã được ra đời để cố gắng giải quyết vấn đề này. Thay vì sử dụng một chùm tia, sẽ có hai chùm tia từ hai máy gia tốc được bắn vào nhau, tăng khả năng xảy ra phản ứng.

## Nguyên lý và cách thức hoạt động
Các máy phát xạ neutron nhỏ sử dụng phản ứng tổng hợp hạt nhân của deuterium (D, hydrogen-2, 2H) và tritium (T, hydrogen-3, 3H) là các nguồn neutron dựa trên máy gia tốc phổ biến nhất (chứ không phải các đồng vị phóng xạ). Trong các máy này, deuterium, tritium hoặc cả deuterium lẫn tritium sẽ bị ion hóa và gia tốc bắn thẳng vào các hydride (anion của hydro) chứa deuterium hoặc deuterium lẫn tritium. Phản ứng DT (Deutrium + Tritium) được sử dụng nhiều hơn phản ứng DD (Deutrium + Deutrium) vì hiệu suất của phản ứng DT cao hơn phản ứng DD từ 50-100 lần.
D + T → n + 4He   En = 14.1 MeV
D + D → n + 3He   En = 2.5 MeV
Neutron được tạo ra bởi các phản ứng DD và DT được phát ra hơi dị hướng so với mục tiêu, hơi lệch về phía trước (theo trục của chùm ion). Tính dị hướng của sự phát xạ neutron từ các phản ứng DD và DT phát sinh từ thực tế là các phản ứng có tính đẳng hướng ở tâm hệ quy chiếu tâm động lượng (TĐL) nhưng tính đẳng hướng này bị mất khi chuyển đổi từ hệ quy chiếu TĐL sang hệ quy chiếu phòng thí nghiệm (tâm động lượng đang chuyển động theo hướng của chùm tia trong hê quy chiếu phòng thí nghiệm). Trong cả hai hệ quy chiếu, hạt nhân Heli giật lùi theo hướng ngược lại với neutron phát ra phù hợp với định luật bảo toàn động lượng.
Áp suất khí trong vùng nguồn ion của ống neutron thường nằm trong khoảng từ 0,1 đến 0,01 mm Hg. Quãng đường tự do trung bình của các electron phải ngắn hơn không gian phóng điện để đạt được sự ion hóa (giới hạn áp suất thấp hơn) trong khi áp suất phải được giữ đủ thấp để tránh hình thành sự phóng điện ở điện áp chiết cao đặt giữa các điện cực. Tuy nhiên, áp suất trong vùng gia tốc phải thấp hơn nhiều, vì quãng đường tự do trung bình của các electron phải dài hơn để ngăn chặn sự hình thành sự phóng điện giữa các điện cực điện áp cao.
Máy gia tốc ion thường bao gồm một số điện cực có hình trụ đối xứng, hoạt động như một thấu kính đơn thể. Nhờ vật, chùm ion có thể được tập trung vào một điểm nhỏ trên mục tiêu. Máy gia tốc thường yêu cầu nguồn điện từ 100–500 kV. Máy thường có nhiều tầng, với điện áp giữa các tầng không vượt quá 200 kV để ngăn phóng điện trong không khí.
So với các nguồn neutron từ phóng xạ hạt nhân, mát phạt xạ neutron (ống neutron) có thể tạo ra dòng neutron cao hơn và có thể thu được phổ năng lượng neutron nhất quán (đơn sắc). Tốc độ phát xạ neutron cũng có thể được kiểm soát.

## Ống neutron kín
Bộ phận trung tâm của máy phát xạ neutron là máy gia tốc hạt, thường còn được gọi là ống neutron.